# Der fliegende Holländer (1964)
Der fliegende Holländer ist eine Opernverfilmung der DEFA von Joachim Herz aus dem Jahr 1964. Sie beruht auf der gleichnamigen Oper von Richard Wagner.

## Handlung
Diese DEFA-Produktion ist der Versuch, eine Wagneroper nicht einfach abzufilmen, sondern sie mit filmischen Mitteln zu erzählen.
Senta, die Tochter des Reeders Daland, trifft in ihren Tagträumen immer wieder auf den „Fliegenden Holländer“: einen sagenhaften Seemann, der dazu verdammt ist, ruhelos über die Meere zu segeln, bis er ein Mädchen findet, welches ihm für alle Zeit verbunden sein will. Bis dahin darf er nur alle sieben Jahre an Land.
Während eines Sturmes sucht Daland mit seinem Schiff in einer ruhigen Bucht Schutz und trifft dort auf das Schiff des „Holländers“. Dieser bittet um eine kurze Gastfreundschaft gegen üppige Belohnung. Von dem Reichtum beeindruckt, bietet Daland ihm die Hand seiner Tochter Senta an. In dem Holländer erwacht die Hoffnung, durch diese Frau von seinem fluchbeladenen Schicksal erlöst zu werden.
In der Zwischenzeit sitzen zu Hause die Mädchen und Frauen zusammen, um an den Spinnrädern auf die Rückkehr der Matrosen zu warten. Nur Senta ist von der Vorstellung eingenommen, den sagenumwobenen Holländer von seinem Fluch zu erlösen. Weder die Mahnungen der Amme Mary noch die Bitten des Jägers Erik, der sie seit langem liebt, können sie davon abbringen. Als ihr Vater mit dem fremden Gast ins Haus tritt, erkennt sie in ihm jenen Mann, dem sie ewige Treue schwören muss.
Am nächsten Tag feiern die Matrosen des norwegischen Schiffes mit Gesang und Tanz ihre Heimkehr. Sie versuchen, die Mannschaft des gespenstischen Schiffes zu wecken, aber Sturm heult auf, und schauriger Gesang aus dem Inneren des Schiffes treibt sie in die Flucht. Erik versucht nochmals, Senta von ihrem Entschluss abbringen. Der Holländer, der das Gespräch mithört, zweifelt an dem Treuegelöbnis, welches ihm Senta gegeben hat, und segelt ab. Auf einer Landzunge blickt Senta dem im Nebel und Meer verschwindenden Schiff hinterher.

## Produktion
Der fliegende Holländer wurde an der Ostsee und an Seen rund um Berlin in Schwarz-Weiß gedreht und hatte am 25. Dezember 1964 im Berliner Kino „Gérard Philipe“ und im Leipziger Kino „Capitol“ Premiere. Szenen, die in Sentas Phantasie spielten, wurden in Totalvision gedreht, Realszenen dagegen im Normalbild. Für die Tonwiedergabe wurde das Vier-Kanal-Tonverfahren angewandt. Als Sprecher wirkten Ingeborg Schumacher (deutsch) und Walfriede Schmitt (englisch) mit. Musikinterpreten waren der Chor der Leipziger Oper sowie das Gewandhausorchester Leipzig.

## Auszeichnungen
- Staatliches Prädikat der DDR: Wertvoll
- Internationales Filmfest Edinburgh 1965: Ehrendiplom

## Synchronisation
Der Gesang der Darsteller wurde synchronisiert:
| Rolle         | Darsteller          | Sänger                |
| ------------- | ------------------- | --------------------- |
| Senta         | Anna Prucnal        | Gerda Hannemann       |
| Der Holländer | Fred Düren          | Rainer Lüdecke        |
| Daland        | Gerd Ehlers         | Hans Krämer           |
| Mary          | Mathilde Danegger   | Katrin Wölzl          |
| Erik          | Herbert Graedtke    | Rolf Apreck           |
| Steuermann    | Hans-Peter Reinecke | Karl-Friedrich Hölzke |

## Kritik
Wolfgang Gersch schrieb in den Film-Wissenschaftlichen Mitteilungen, dass Herz weder eine Theaterinszenierung abfilmte, noch die Vorlage nach optischen Aspekten auflöste. Bruno Pioch äußerte sich im Filmspiegel sehr positiv über die hervorragende Übereinstimmung von Musik und physischer Handlung. Die großartigen Volksszenen ragen in ihrer vitalen Schönheit heraus.